# Simeon de Sina

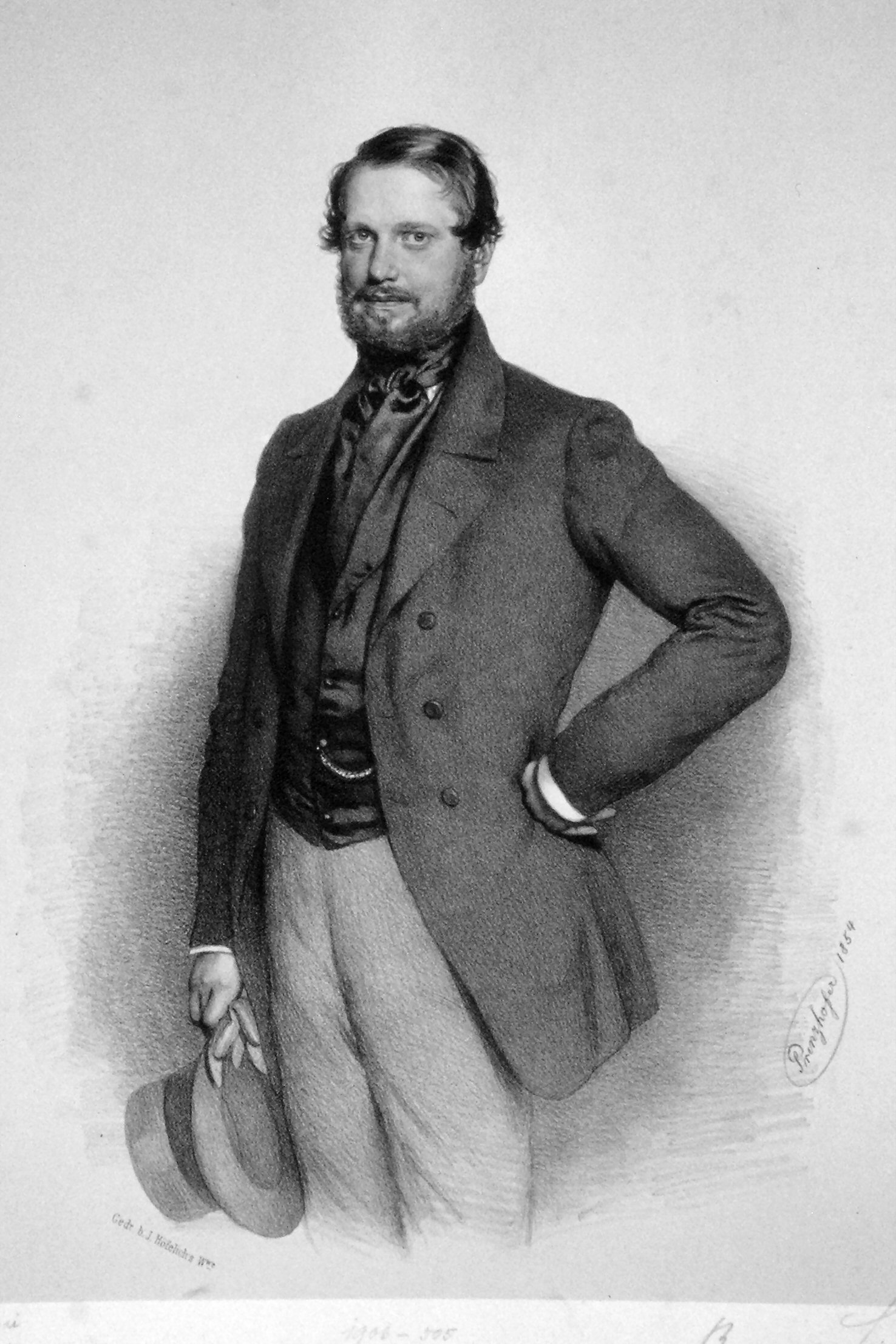
Baronul Simon Gheorghe de Sina pe la 1835

Baronul Simeon Gheorghe de Sina, cunoscut și ca Simon Georg Freiherr Sina von Hodos und Kisdia (n. 15 august 1810, Viena, Imperiul Austriac – d. 15 aprilie 1876, Viena, Austro-Ungaria) a fost unul din cei mai renumiți întreprinzători și bancheri austrieci, diplomat (ministru plenipotențiar al Greciei în Viena, München și Berlin), consilier secret și membru al Camerei Superioare a Imperiului Austriac (1874), dar în mod îndeosebit umanist și mecena. Simeon de Sina a fost membru al Senatului Imperial, s-a aflat la conducerea Academiei Maghiare de Științe precum și a Academiei de Arte Frumoase la Viena. Baronul de Sina a exercitat și funcția de director al consiliului general de credit bancar ungar.

## Familia

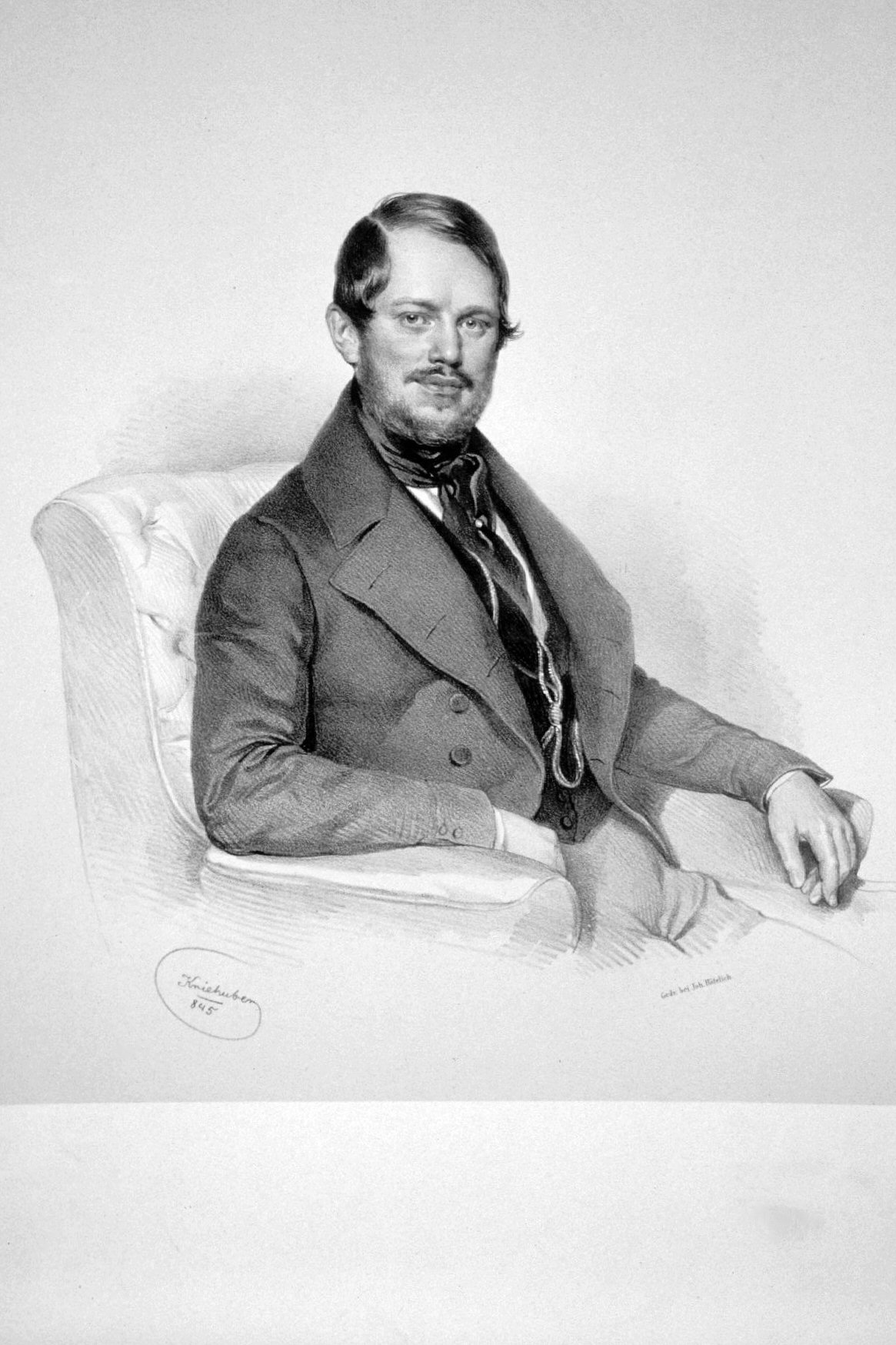
Baronul Simeon de Sina 1845

Simeon (Simon) a fost singurul copil al lui Gheorghe Simeon (1782-1856) din căsătorie acestuia cu Katharina Derra von Moroda, Arad. (1792-1851). El s-a căsătorit pe 10 ianuarie 1835 cu Iphigénie (n. 2 iulie 1815, Viena–d.21 decembrie 1884, Viena), fiica aromânului Constantin Emanoil Ghika (n. 18 februarie 1780–d. 11 iunie 1825, Zala, Castelul Belatincz), și a Anastasiei Dadányi de Gyülvész (Anastasia Doda de Giulvăz), de asemenea numită Ghica de San Salva. Soții au avut un fecior, Gheorghe, mort copil, și patru fete: Anastasia (1838-1889), Irena (1843-1881), Elena (1845-1893) și Iphigénie (1846-1914). 
Pe tot timpul apariției familiei în Austria, ea fost de religie greco-ortodoxă. Doar două din cele patru fiice ale lui Simeon (Anastasia, căsătorită cu contele Victor de Wimpffen și Iphigénie, căsătorită cu ducele Edmund Charles de la Croix, Duc de Castries) s-au convertit, datorită bărbaților lor, la catolicism (despre fiicele baronului vezi pagina principală a familiei).

## Biografia

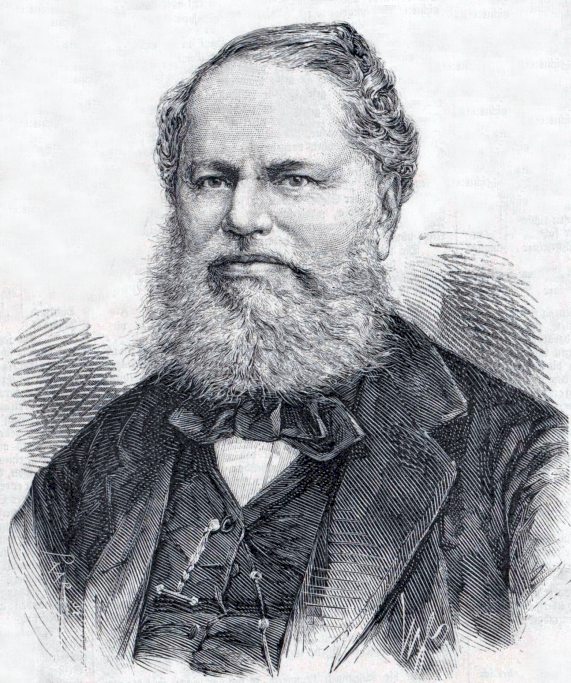
Baronul Simon Gheorghe de Sina pe la 1865

Simeon, care a avut norocul să fie născut într-o familie bogată și nobilă, a fost talentat și cum s-a zis de aparență plăcută. Tânărul a fost educat acasă de diverși profesori, învățând limbile vechi latina și greaca precum și cele noi, între altele engleza, franceza și italiana, dar, de asemenea matematica, științele economice și filosofia.

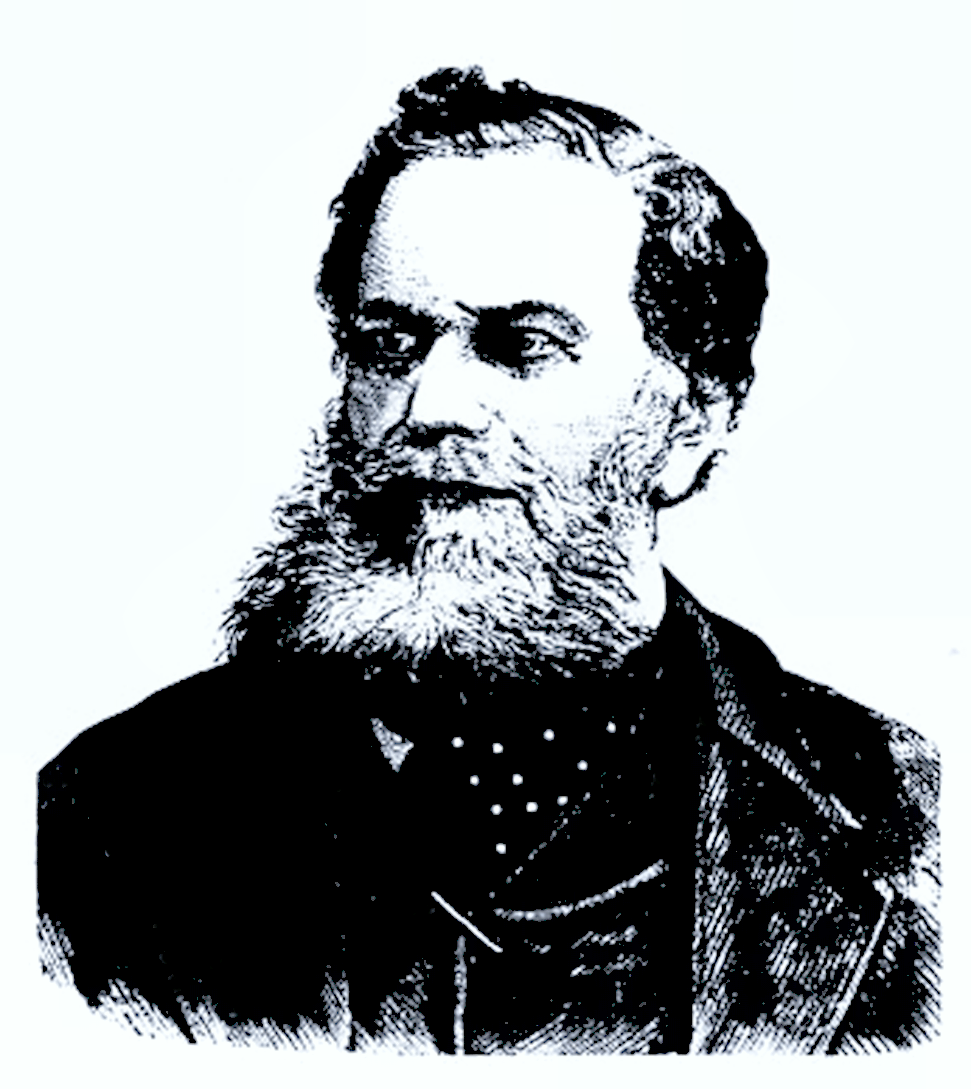
Baronul Simeon de Sina 1873

Nobilul a avut deja devreme posibilitatea de a acționa în afaceri bancare sau industriale  independent și cu bunăvoința tatălui său. După moartea părintelui, el a fost singurul moștenitor unei averi imense, preluând în societatea austriacă în scurt timp o poziție în care a fost resimțit mai puțin ca proprietar de mari bogății, cât mai curând ca un folositor al banilor pentru cele mai nobile scopuri. Pe lângă sprijinul  pentru numeroase instituții publice el a susținut și promovat mulți artiști, pictori, scriitori și sculptori, dar și oameni săraci sau cu probleme financiare, din anii 1840, anual în mediu cu peste 100.000 de guldeni. De asemenea a lărgit, dupä preluarea moștenirii sale,  salariile ocupaților săi de peste tot  în mod remarcabil.
În 1857 Simeon de Sina l-a delegat pe cunoscutul arhitect Theophil Hansen, cu cumpărarea terenurilor nevoite pentru construcția Universității din Atena. Hansen a proiectat planul acestei clădiri deja la dispoziția lui Gheorghe Simeon, tatăl lui Simeon. Apoi. baronul a sprijinit financiar cea mai mare parte a construcției universității. El a obligat încă într-un codicil pe moștenitorii săi, că, în cazul că dacă suma de un milion fl. avizată pentru construcția ei nu va fi epuizată până la moartea sa, banii rămași să fie folosiți pentru acest scop.
Din 1856-1858 a servit drept consul general grec la Viena și din 1858-64 ca Ministru Plenipotențiar al Greciei în Viena, München și Berlin, dar din cauza bolii sale a renunțat la această funcție, transmițând-o ginerelui său Grigore Ipsilanti. În acest timp a condus oficial mai departe Banca Baronilor de Sina, într-adevăr a delegat această ocupare unchiului său Johann Simon (Ioan Simeon) reluând după moartea rudei sale afacerile. Mai departe a hotărât testamentar ca prietenii săi apropiați, cavalerii de Metaxa și de Zechani, să devină noii șefi ai întreprinderii.

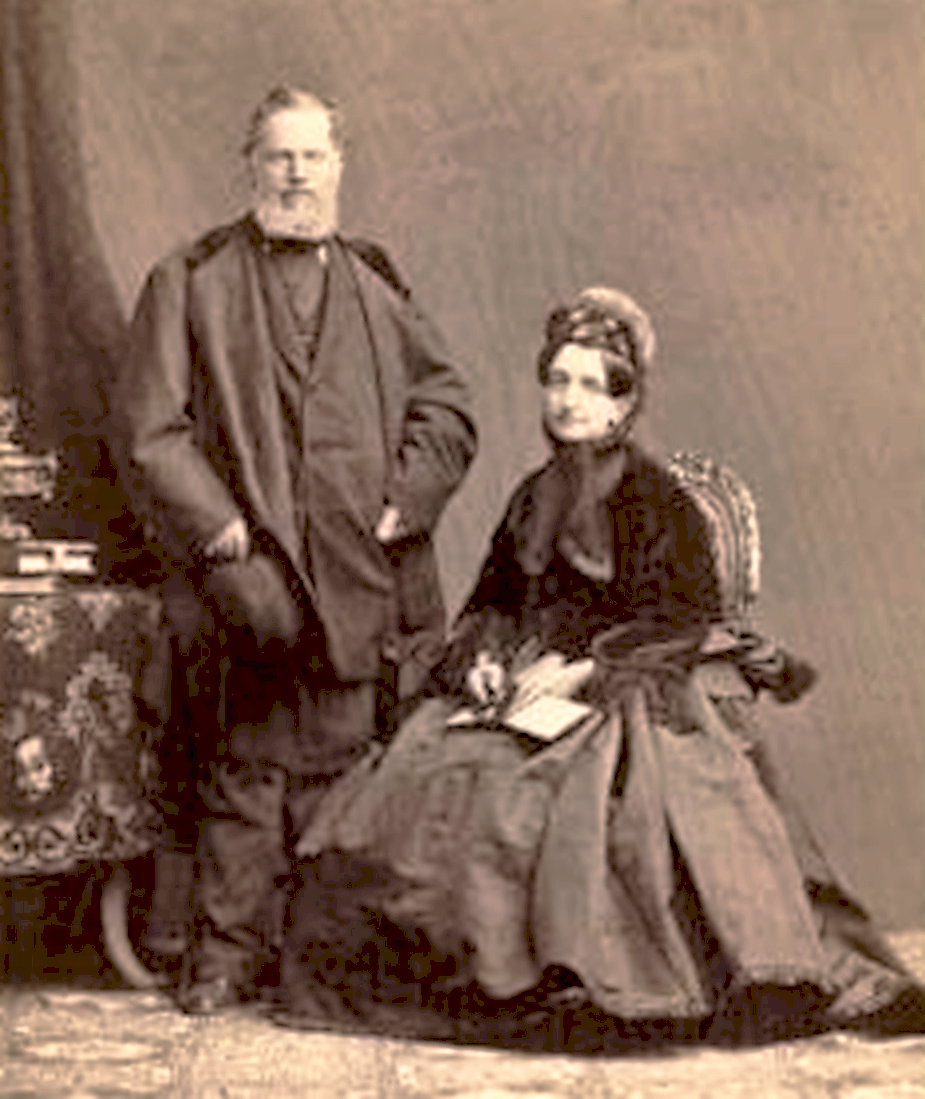
Baronul Simeon de Sina cu soția Iphigénie Ghika

Ca legat regal grec a plătit, în 1858, extinderea Bisericii Neunite Grecești (Viena 11, Fleischmarkt 13) de asemenea de către arhitectul Hansen printr-un pridvor impresionant. Tot faimosul Hansen a înlocuit, în 1859-1860, vechiul „Palais Sina” cu o clădire nouă (coordonatele, vezi sus). În 1864 Simeon a finanțat după războiul germano-danez repatrierea trupelor austriece din Schleswig-Holstein. De aceea a fost numit consilier secret imperial de către împăratul Franz Joseph I, iar în 1874, membru al Senatului imperial.
În afară de preocupările sale de bancher, diplomat și moșier, Sina a mai întreținut multe funcții înalte. Astfel a fost de asemenea membru al Camerei Magnaților din Ungaria, membru al senatului dirigent al Academiei de Știință a Ungariei și al Academiei de Arte Frumoase din Viena precum și director al consiliului general de credit bancar ungar.  S-a stins din viață în noul Palat Sina, situat în centrul Vienei, Hoher Markt 8-9. A fost înmormântat în cripta Castelului Rappoltenkirchen⁠(de)[traduceți], tot aparținând familiei.
Din buletinul medicului său privat Alexander Hirschfeld reiese că baronul a decedat în urma unei boli de rinichi (Bright's disease⁠(en)[traduceți]) în combinație cu o ipostază la plămân pricinuind o pneumonie precum o hipertrofie a inimii la vârsta de 67 de ani. Simeon ar fi vrut să-l adopte pe nepotul său Siegfried von Wimpffen pentru a menține numele „Sina”, dar n-a mai izbutit. Astfel el reprezintă ultimul succesor bărbătesc din această familie. Cu moartea baronului Simeon Gheorghe s-a stins numele Sina. Numele său mai este pomenit prin turnul de observație pe  muntele Hoher Lindkogel în Wienerwald, construit la dispoziția lui în anul 1856.

## Epilog
Palatul Sina de la Viena a fost vândut după moartea baronului de către fiicele sale unei mari asigurări. S-a povestit, că ele n-ar mai fi avut banii pentru întreținere. Dar conform testamentului decedatului asta nu este posibil: Soția a moștenit largi terenuri și case precum 1 milion de florini în bani și un apanaj de 30.000 de fl. anual. Anastasia a căpătat moșii și 6,18 milioane de fl, Irena moșii și 5,9 milioane de fl., Elena moșii, între altele acele din Țara Românească și  6,17 milioane de fl., Iphigenia moșii și 5,75 milioane de fl. Fiicele doar și-au mutat mijlocul vieții lor de la Viena spre alte părți ale Europei.

## Decorații
Baronul a primit o serie de decorații, între altele:
- Marea Cruce al Ordinului Leopold
- Ordinul Coroanei de Fier de clasa 1-a
- Mare Comandor al Ordinului Regal Grec al Mântuitorului
- Ordinul Imperial Rusesc „Sf. Ana” clasa a II-a cu briliante
- Cavaler al Legiunii de onoare
- Comandor al Ordinului de Merit Regal Bavarez al Sfântului Mihai
- Marea Cruce al Ordinului Ducal de Merit Oldenburghez
- Marea Cruce al Ordinului Imperial Mexican de Guadelupe
- Ordinul de Merit Militar și Civil „Medjidie” al Imperiului Otoman de clasa a 3-a

## Galerie de imagini

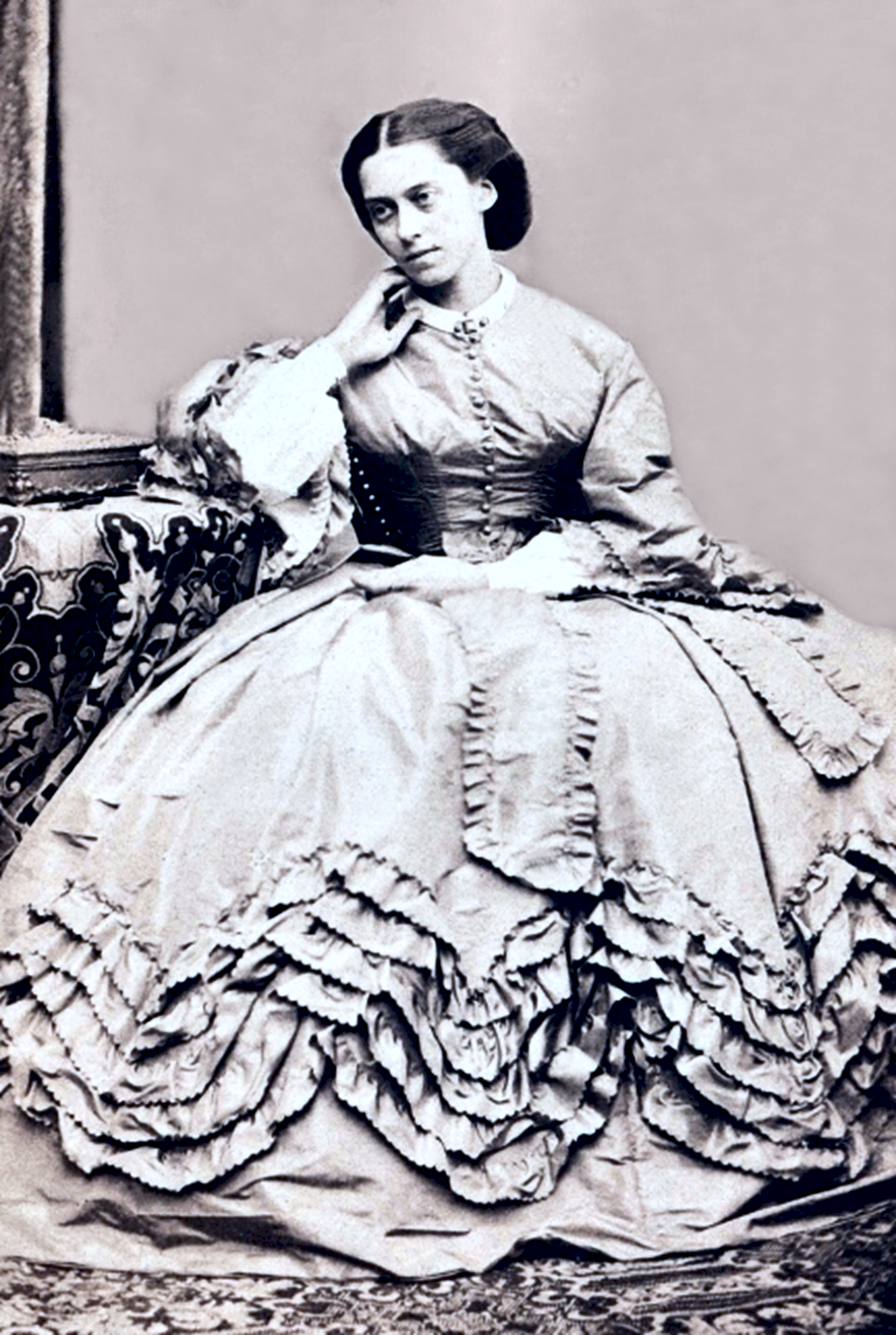
Anastasia de Sina, căs. de Wimpffen, 1860
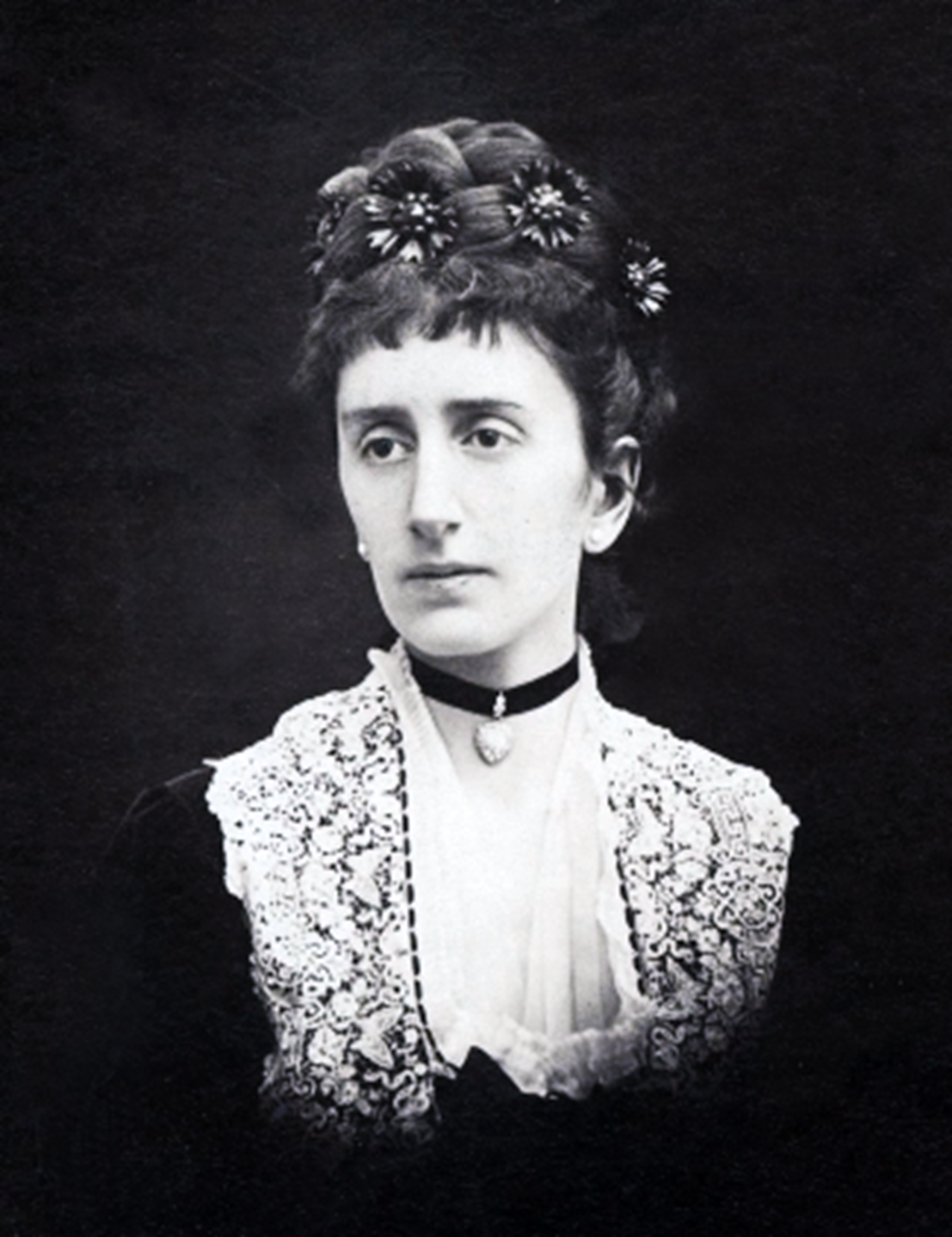
Elena de Sina căs. Ipsilanti pe la 1875
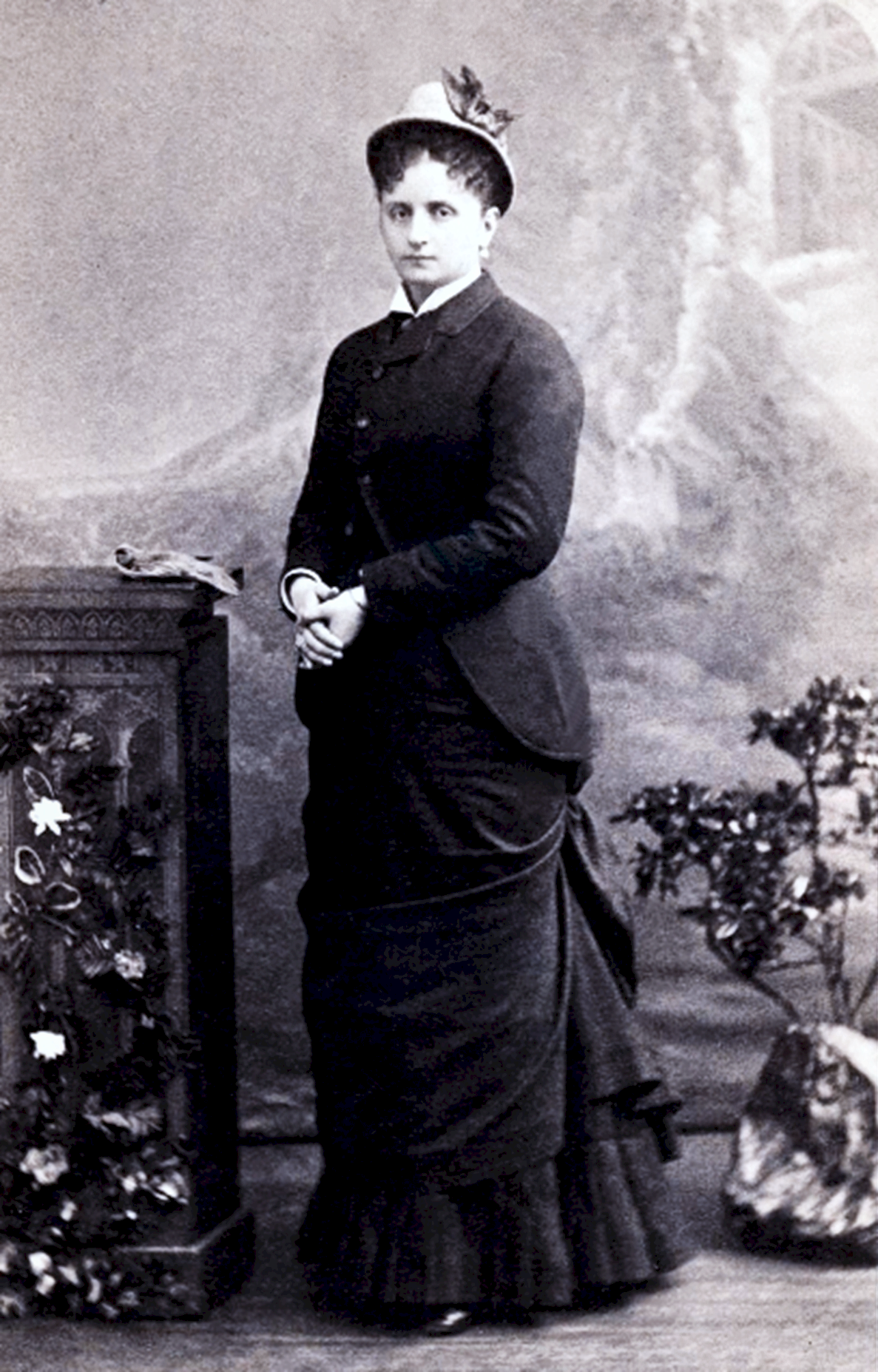
Iphigenie de Sina căs. de Castries pe la 1870
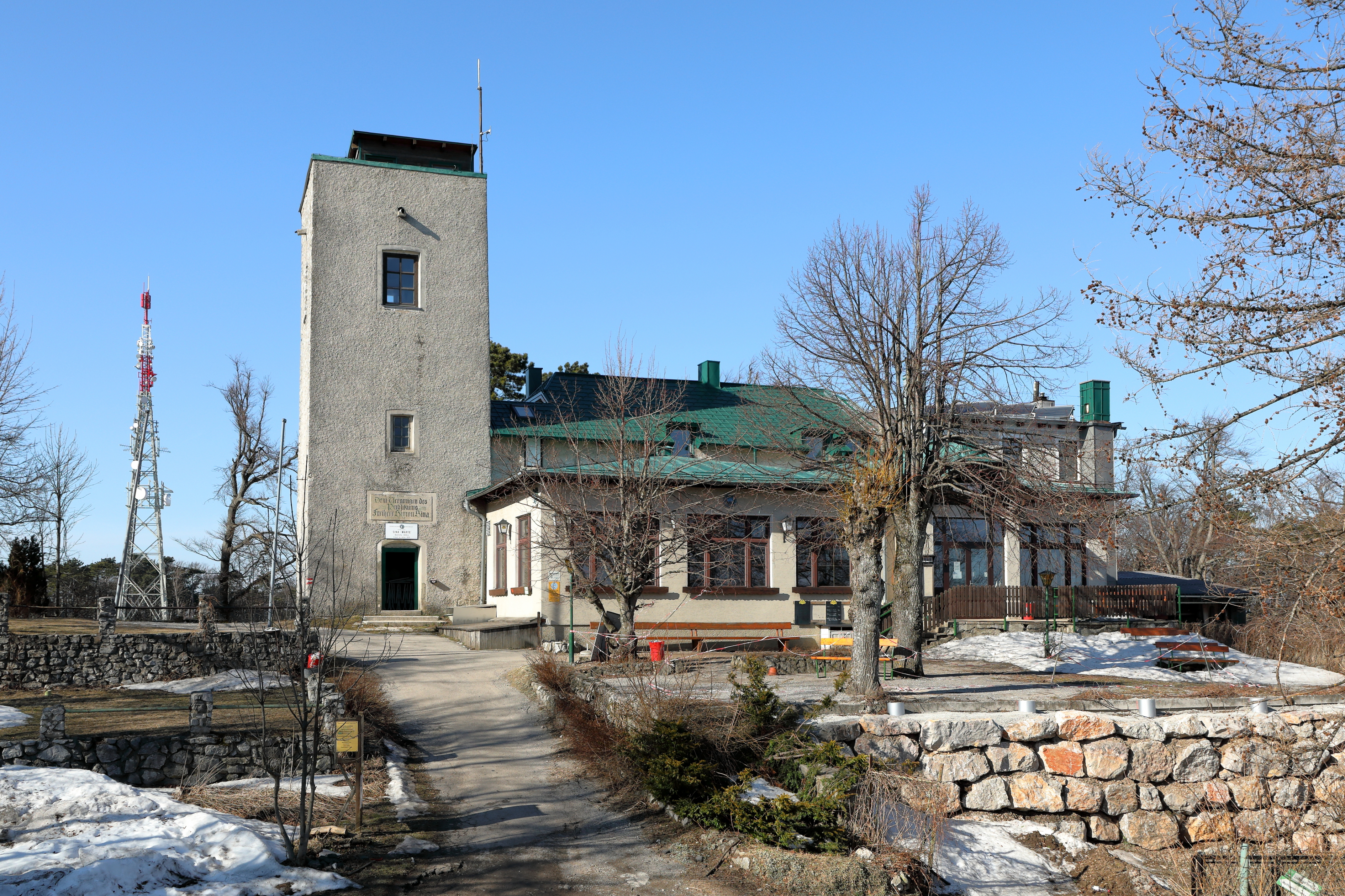
Turnul de observație pe Hoher Lindkogel
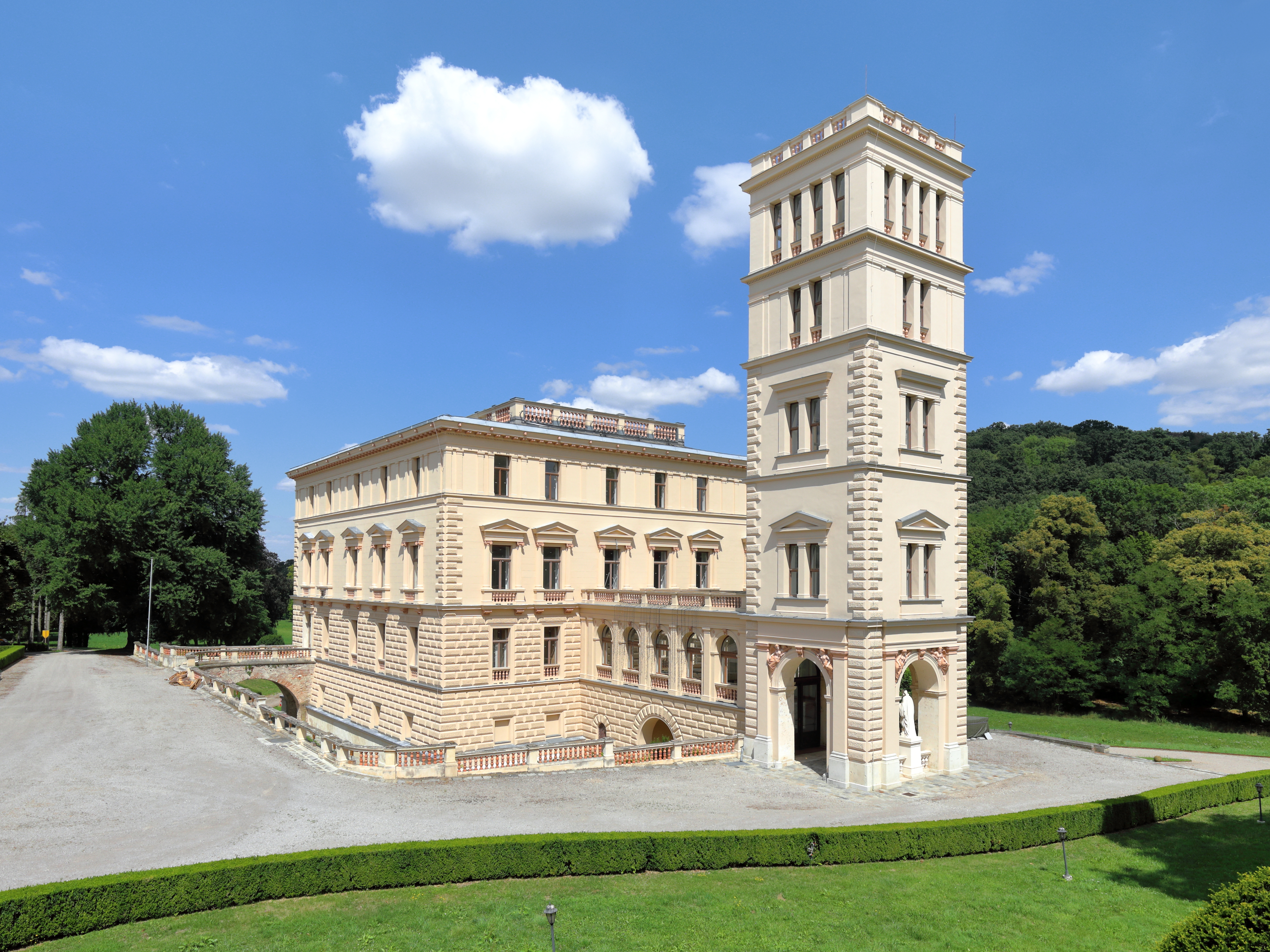
Palatul Rappoltenkirchen astăzi